# Oncosclera jewelli
Oncosclera jewelli är en svampdjursart som först beskrevs av Volkmer 1963.  Oncosclera jewelli ingår i släktet Oncosclera och familjen Potamolepiidae. Inga underarter finns listade i Catalogue of Life.